# Henry Howard-Molyneux-Howard
Henry Thomas Howard-Molyneux-Howard (7 octobre 1766 - 17 juin 1824), connu sous le nom d'Henry Howard jusqu'en 1812 sous le nom d'Henry Molyneux-Howard jusqu'en 1817, est un gentleman britannique qui est Comte-maréchal adjoint de George III et au début du règne de George IV. Lorsque le duché de Norfolk revient à son frère aîné Bernard Howard (12e duc de Norfolk), en 1815, Henry Molyneux-Howard reçoit en 1817 le titre de courtoisie "Lord", comme le fils cadet d'un duc.

## Origines
Howard est le fils de Henry Howard (1713-1787) (descendant de Bernard Howard (1641-1714), fils cadet de Henry Howard, 22e comte d’Arundel (1608-1652) et frère cadet de Thomas Howard (5e duc de Norfolk) (1627-1677) et Henry Howard (6e duc de Norfolk) (1628-1684)) de son épouse Juliana Molyneux, fille de Sir William Molyneux, 6e baronnet (décédé en 1781), de Teversall, Nottinghamshire, haut shérif de Nottinghamshire 1737 .

## Carrière
Le 24 mai 1790, Howard est nommé capitaine dans le bataillon nord de la milice du Gloucestershire. Il entre pour la première fois au Parlement la même année, élu pour Arundel dans le Sussex sous le patronage du duc de Norfolk du château d'Arundel et à Steyning. Son élection à Steyning est annulée en 1791, mais il représente Arundel jusqu'en 1795. Il est ensuite élu à Gloucester, siège qu'il occupe jusqu'en 1818 .
En 1812, à la mort de son oncle Sir Francis Molyneux, 7e baronnet, Howard hérite des domaines Molyneux de Teversal et de Wellow et, aux termes du legs, il s'appelle Molyneux-Howard. En 1815, son frère aîné, Bernard Howard succède à un cousin éloigné en tant que douzième duc de Norfolk. Bernard étant un récusant catholique romain, il est obligé de nommer un adjoint pour remplir ses fonctions de Comte-maréchal et choisit pour ce poste son frère Henry, qui est officiellement nommé à ce poste en mars 1816 .
Le 14 octobre 1817, Molyneux-Howard reprend l'usage de Howard comme nom de famille principal et devient Henry Thomas Howard-Molyneux-Howard. Le lendemain, il reçoit le rang de fils cadet de duc avec le titre de courtoisie "Lord", devenant Lord Henry Thomas Howard-Molyneux-Howard. Il exerce ses fonctions de comte maréchal lors de la planification du couronnement du roi George IV (1820-1830), mais ne peut, pour des raisons de santé, prendre part à l'événement même où son parent, Lord Howard, exerce ses fonctions . Il est réélu au Parlement pour Arundel de 1818 à 1820, année où il est réélu pour Steyning, siège qu'il occupe jusqu'à sa mort en 1824.

## Mariage et descendance
Le 12 septembre 1801, il épouse Elizabeth Long, fille d'Edward Long (1734-1813), administrateur colonial britannique, historien et auteur de The History of Jamaica, dont il a un fils et quatre filles:
- Henry Howard (1802-1875) (25 juillet 1802 - 7 janvier 1875).
- Henrietta Anna Molyneux-Howard (17 juillet 1804 - 26 mai 1876), épouse de Henry Herbert (3e comte de Carnarvon) .
- Isabella Catherine Mary Howard (29 septembre 1806 - 20 juin 1891), épouse de Charles Howard (17e comte de Suffolk).
- Charlotte Juliana Jane Howard (février 1809 - 15 décembre 1855), épouse de James Wentworth Buller et mère du général Sir Redvers Henry Buller (1839-1908)
- Juliana Barbara Howard (31 mars 1812 - 27 décembre 1833), épouse de John Ogilvy (9e baronnet).

Il décède à l'âge de 57 ans en juin 1824, après une courte maladie dans sa maison de Lower Grosvenor Street, à Mayfair . Son fils aîné Henry Howard le remplace au Parlement. Les domaines Teversall et Wellow, qui ont été impliqués pour son deuxième fils ou fille aînée, passent à sa fille Henrietta Anna Howard, future comtesse de Carnarvon, qui adopte en conséquence le nom de famille Molyneux-Howard.